# Bayerisches Landesverzeichnis des immateriellen Kulturerbes

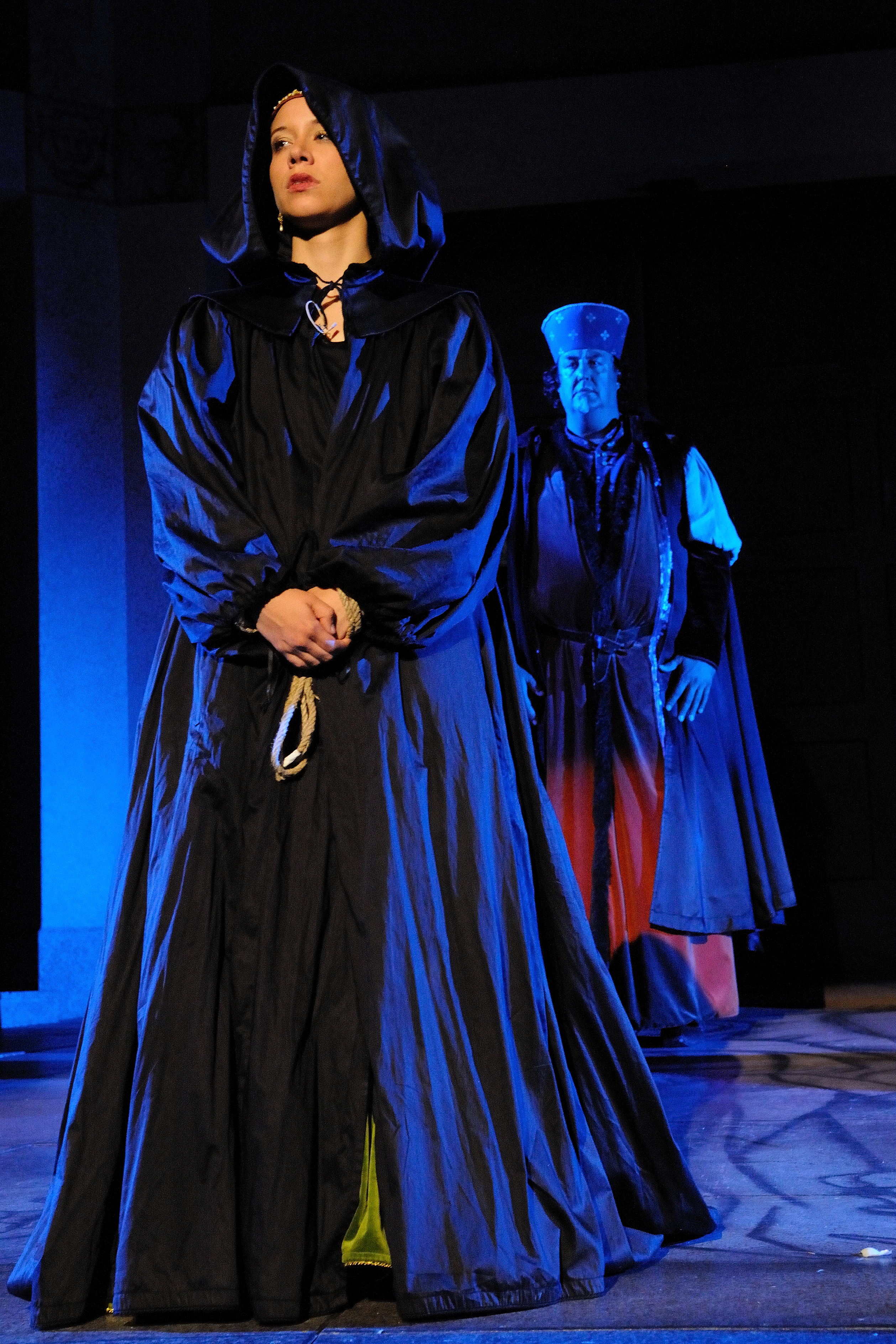
Agnes-Bernauer-Festspiele 2011

Das Bayerische Landesverzeichnis des Immateriellen Kulturerbes ist ein Verzeichnis immaterieller kultureller Ausdrucksformen in Bayern, die als Kandidaten für das Immaterielle Kulturerbe der UNESCO in Frage kommen.

## Verzeichnis
In das Bayerische Landesverzeichnis des Immateriellen Kulturerbes können auf Empfehlung des Bayerischen Expertengremiums für das Immaterielle Kulturerbe durch die Bayerische Staatsregierung kulturelle Ausdrucksformen aufgenommen werden, die den Kriterien des UNESCO-Übereinkommens zur Erhaltung des immateriellen Kulturerbes sowie deren Umsetzung, die durch die Deutsche UNESCO-Kommission koordiniert wird, entsprechen.
Mit der Einrichtung eines eigenen Landesverzeichnisses 2014 soll der großen kulturellen Vielfalt in Bayern Rechnung getragen werden. Die Bewerbung für das Bayerische Landesverzeichnis des Immateriellen Kulturerbes findet im Rahmen des nationalstaatlichen Umsetzungsverfahrens des UNESCO-Übereinkommens zur Erhaltung des immateriellen Kulturerbes statt. Zur Unterstützung im Bewerbungsverfahren hat die Bayerische Staatsregierung eine Beratungs- und Forschungsstelle eingerichtet; diese ist seit 1. März 2017 am Institut für Volkskunde der Kommission für Bayerische Landesgeschichte bei der Bayerischen Akademie der Wissenschaften angesiedelt.
Seit November 2018 ist das Bayerische Staatsministerium der Finanzen und für Heimat für das Bayerische Landesverzeichnis des Immateriellen Kulturerbes zuständig.
Am 30. November 2021 wurde die virtuelle Ausstellung „KulturErben – immaterielles Kulturerbe in Bayern“ auf der bayerischen Kulturplattform bavarikon online gestellt. Die Ausstellung behandelt zum einen zentrale Aspekte des immateriellen Kulturerbes, zum anderen werden derzeit die kulturellen Ausdrucksformen, die bis 2023 ins Landesverzeichnis aufgenommen wurden, vertieft dargestellt.

## Einträge
Im Rahmen der bisherigen sechs Bewerbungsrunden von 2013 bis 2023 wurden 71 kulturelle Ausdrucksformen sowie 13 Eintragungen im Register Guter Praxisbeispiele der Erhaltung des Immateriellen Kulturerbes in das Landesverzeichnis aufgenommen. 26 davon wurden bislang auch in das Bundesweite Verzeichnis des Immateriellen Kulturerbes eingetragen.
| Name des Immateriellen Kulturerbes                                                                | Aufnahme | Anmerkungen | Bild                              |
| ------------------------------------------------------------------------------------------------- | -------- | --- | --------------------------------- |
| Agnes Bernauer Festspiele Straubing                                                               | 2018     | | weitere Bilder \| Fotos hochladen |
| Augsburger Friedensfest                                                                           | 2018     | auch im Bundesweiten Verzeichnis                                                                                   | weitere Bilder \| Fotos hochladen |
| Bäuerliche Gemeinschaftswälder im Steigerwald                                                     | 2018     | | Fotos hochladen                   |
| Bayerische Brautradition nach dem Reinheitsgebot                                                  | 2014     | | Fotos hochladen                   |
| Betrieb der Mainfähren in Franken                                                                 | 2022     | | weitere Bilder \| Fotos hochladen |
| Bewahrung und Förderung der traditionellen Spezialitätenvielfalt in Oberfranken                   | 2016     | - seit 2015 auch im Bundesweiten Verzeichnis - gutes Praxisbeispiel                                                | weitere Bilder \| Fotos hochladen |
| Chinesenfasching Dietfurt                                                                         | 2024     | - seit 2025 auch im Bundesweiten Verzeichnis                                                                       | weitere Bilder \| Fotos hochladen |
| Coburger Friedensdankfest in Meeder                                                               | 2022     | | Fotos hochladen                   |
| Die vier Knabenchöre Bayerns                                                                      | 2024     | Chöre in Regensburg, Augsburg, Windsbach und Bad Tölz                                                              | weitere Bilder \| Fotos hochladen |
| Drechslerhandwerk                                                                                 | 2018     | auch im Bundesweiten Verzeichnis                                                                                   | Fotos hochladen                   |
| Eichensaat und Eichenwirtschaft im Spessart                                                       | 2020     | | Fotos hochladen                   |
| Englmarisuchen                                                                                    | 2020     | | weitere Bilder \| Fotos hochladen |
| Erforschung und Dokumentation von Flur- und Hausnamen in Bayern                                   | 2016     | - auch im Bundesweiten Verzeichnis - gutes Praxisbeispiel                                                          | Fotos hochladen                   |
| Erhalt der Jurahäuser – traditionelle Baukultur im Altmühljura                                    | 2018     | - seit 2021 auch im Bundesweiten Verzeichnis - gutes Praxisbeispiel                                                | weitere Bilder \| Fotos hochladen |
| Erhaltung und Vermittlung des Fassbinderhandwerks in Tirschenreuth                                | 2021     | gutes Praxisbeispiel                                                                                               | Fotos hochladen                   |
| Evangelischer Hochzeitszug aus der ehemaligen Grafschaft Wertheim                                 | 2023     | Gutes Praxisbeispiel                                                                                               | weitere Bilder \| Fotos hochladen |
| Fahnenstickerei                                                                                   | 2024     | | Fotos hochladen                   |
| Familienkurs als Praxisbeispiel für die Musik- und Tanzvermittelung nach dem Orff-Schulwerk       | 2020     | gutes Praxisbeispiel                                                                                               | Fotos hochladen                   |
| Feldgeschworenenwesen in Bayern                                                                   | 2016     | auch im Bundesweiten Verzeichnis                                                                                   | Fotos hochladen                   |
| Flechthandwerkstradition                                                                          | 2016     | auch im Bundesweiten Verzeichnis                                                                                   | weitere Bilder \| Fotos hochladen |
| Förderung von Brettspielen                                                                        | 2019     | gutes Praxisbeispiel                                                                                               | Fotos hochladen                   |
| Fränkische Passionsspiele Sömmersdorf                                                             | 2020     | | weitere Bilder \| Fotos hochladen |
| Fürther Michaeliskirchweih                                                                        | 2018     | auch im Bundesweiten Verzeichnis                                                                                   | weitere Bilder \| Fotos hochladen |
| Gelübdefeiertag St. Sebastian in Grafenwöhr                                                       | 2024     | | Fotos hochladen                   |
| Georgitritt und historischer Schwerttanz zu Traunstein                                            | 2016     | auch im Bundesweiten Verzeichnis                                                                                   | weitere Bilder \| Fotos hochladen |
| Goldhaubentradition im Passauer Land                                                              | 2014     | | Fotos hochladen                   |
| Goldschlägerhandwerk in Schwabach                                                                 | 2024     | auch im Bundesweiten Verzeichnis                                                                                   | weitere Bilder \| Fotos hochladen |
| Gregorius-Fest                                                                                    | 2020     | | weitere Bilder \| Fotos hochladen |
| Handweben                                                                                         | 2022     | seit 2023 auch im Bundesweiten Verzeichnis                                                                         | Fotos hochladen                   |
| Handwerkliche Fertigung von Flachglas im Mundblasverfahren                                        | 2014     | auch im Bundesweiten Verzeichnis                                                                                   | Fotos hochladen                   |
| Handwerkliches Schmieden                                                                          | 2025     | |                                   |
| Historisches Dokumentarspiel „Landshuter Hochzeit 1475“                                           | 2014     | seit 2018 auch im Bundesweiten Verzeichnis                                                                         | weitere Bilder \| Fotos hochladen |
| Historisches Festspiel „Der Drachenstich“ zu Furth im Wald                                        | 2014     | seit 2018 auch im Bundesweiten Verzeichnis                                                                         | weitere Bilder \| Fotos hochladen |
| Historisches Festspiel „Kinderzeche“ zu Dinkelsbühl                                               | 2014     | seit 2016 auch im Bundesweiten Verzeichnis                                                                         | weitere Bilder \| Fotos hochladen |
| Historisches Festspiel „Der Meistertrunk“ zu Rothenburg ob der Tauber                             | 2014     | seit 2016 auch im Bundesweiten Verzeichnis                                                                         | weitere Bilder \| Fotos hochladen |
| Hofer Schlappentag                                                                                | 2019     | | weitere Bilder \| Fotos hochladen |
| Holzbildhauerschulen in Bayern – Vermittlung von tradiertem Handwerk und dessen Weiterentwicklung | 2022     | - gutes Praxisbeispiel - Schulen in Bischofsheim, Berchtesgaden, Oberammergau, Garmisch-Partenkirchen und München  | Fotos hochladen                   |
| Holzkirchener Kerzenwallfahrt zum Bogenberg                                                       | 2022     | | Fotos hochladen                   |
| Innerstädtischer Erwerbsgartenbau in Bamberg                                                      | 2014     | seit 2016 auch im Bundesweiten Verzeichnis                                                                         | weitere Bilder \| Fotos hochladen |
| Kirchseeoner Perchtenlauf                                                                         | 2022     | | weitere Bilder \| Fotos hochladen |
| Kirwa im Amberg-Sulzbacher Land                                                                   | 2023     | gutes Praxisbeispiel                                                                                               | weitere Bilder \| Fotos hochladen |
| Kötztinger Pfingstritt                                                                            | 2014     | | weitere Bilder \| Fotos hochladen |
| Kreuther Leonhardifahrt                                                                           | 2024     | | Fotos hochladen                   |
| Kronacher Schwedenprozession                                                                      | 2024     | | Fotos hochladen                   |
| Kuhländler Tänze – Vermittlung historischer Tanzkultur und transnationale Zusammenarbeit          | 2019     | gutes Praxisbeispiel                                                                                               | Fotos hochladen                   |
| Kunigundenfest in Lauf an der Pegnitz                                                             | 2024     | | weitere Bilder \| Fotos hochladen |
| Laudenbacher Osternachtsingen                                                                     | 2020     | | Fotos hochladen                   |
| Leipheimer Kinderfest                                                                             | 2020     | | Fotos hochladen                   |
| Limmersdorfer Lindenkerwa                                                                         | 2014     | auch im Bundesweiten Verzeichnis                                                                                   | weitere Bilder \| Fotos hochladen |
| Mal-, Fass- und Vergoldetechniken des Kirchenmalers                                               | 2016     | auch im Bundesweiten Verzeichnis                                                                                   | Fotos hochladen                   |
| Marktredwitzer Krippenkultur                                                                      | 2020     | seit 2021 auch im Bundesweiten Verzeichnis                                                                         | Fotos hochladen                   |
| Markttradition des „Münchner Viktualienmarktes“ als Handelsbrauch                                 | 2014     | | weitere Bilder \| Fotos hochladen |
| Memminger Fischertag                                                                              | 2024     | | weitere Bilder \| Fotos hochladen |
| Münchner Marionettentheater                                                                       | 2022     | | weitere Bilder \| Fotos hochladen |
| Neustadter Kinderfest                                                                             | 2023     | | Fotos hochladen                   |
| Nördlinger Schwabenfest                                                                           | 2022     | | Fotos hochladen                   |
| Nürnberger Epitaphienkultur                                                                       | 2018     | | Fotos hochladen                   |
| Oberpfälzer Zoiglkultur                                                                           | 2018     | auch im Bundesweiten Verzeichnis                                                                                   | weitere Bilder \| Fotos hochladen |
| Oktoberfest-Landesschießen und Oktoberfest-Armbrust-Landesschießen                                | 2022     | | Fotos hochladen                   |
| Osingverlosung                                                                                    | 2016     | auch im Bundesweiten Verzeichnis                                                                                   | weitere Bilder \| Fotos hochladen |
| Passagierfloßfahrten auf Isar und Loisach vom Oberland nach München                               | 2020     | | weitere Bilder \| Fotos hochladen |
| Passionsspiele Oberammergau                                                                       | 2014     | auch im Bundesweiten Verzeichnis                                                                                   | weitere Bilder \| Fotos hochladen |
| Pflege der Wischauer Tracht                                                                       | 2025     | gutes Praxisbeispiel                                                                                               |                                   |
| Schafhaltung in Bayern                                                                            | 2018     | seit 2020 im Bundesweiten Verzeichnis als „Süddeutsche Wander- und Hüteschäferei“, gemeinsam mit Baden-Württemberg | weitere Bilder \| Fotos hochladen |
| Schwäbischwerder Kindertag zu Donauwörth                                                          | 2024     | | weitere Bilder \| Fotos hochladen |
| ‚Schwedenprozession‘ und Laienfreilichtspiel/‚Heimatspiel‘ „Die Schutzfrau von Münnerstadt“       | 2022     | | weitere Bilder \| Fotos hochladen |
| Schweinfurter Schlachtschüssel                                                                    | 2024     | | weitere Bilder \| Fotos hochladen |
| Sebastiani Oberschwarzach                                                                         | 2019     | | Fotos hochladen                   |
| Sennfelder und Gochsheimer Friedensfest                                                           | 2016     | auch im Bundesweiten Verzeichnis                                                                                   | Fotos hochladen                   |
| Spitzenklöppeln im Oberpfälzer Wald                                                               | 2016     | auch im Bundesweiten Verzeichnis                                                                                   | Fotos hochladen                   |
| Studioglasbewegung Frauenau                                                                       | 2024     | - auch im Bundesweiten Verzeichnis - gutes Praxisbeispiel                                                          | Fotos hochladen                   |
| Tänzelfest Kaufbeuren                                                                             | 2020     | | weitere Bilder \| Fotos hochladen |
| Tölzer Leonhardifahrt                                                                             | 2016     | auch im Bundesweiten Verzeichnis                                                                                   | weitere Bilder \| Fotos hochladen |
| Tradition der hochalpinen Alpwirtschaft im Allgäu                                                 | 2014     | seit 2016 auch im Bundesweiten Verzeichnis, dort im Register Guter Praxisbeispiele                                 | Fotos hochladen                   |
| Traditionelle Dörrobstherstellung und Baumfelderwirtschaft im Steigerwald                         | 2018     | auch im Bundesweiten Verzeichnis                                                                                   | weitere Bilder \| Fotos hochladen |
| Traditionelle Karpfenteichwirtschaft in Bayern                                                    | 2020     | seit 2021 auch im Bundesweiten Verzeichnis                                                                         | Fotos hochladen                   |
| Treideln auf dem Ludwig-Donau-Main-Kanal                                                          | 2024     | gutes Praxisbeispiel                                                                                               | weitere Bilder \| Fotos hochladen |
| Verehrungspraktiken der hl. Walburga in Eichstätt                                                 | 2021     | | Fotos hochladen                   |
| Wässerwiesen in Franken                                                                           | 2020     | seit 2021 auch im Bundesweiten Verzeichnis                                                                         | weitere Bilder \| Fotos hochladen |
| Weihnachtsschützen im Berchtesgadener Land                                                        | 2018     | | weitere Bilder \| Fotos hochladen |
| Willibaldsritt Jesenwang                                                                          | 2020     | | Fotos hochladen                   |
| Wirken der Nürnberger Naturhistorischen Gesellschaft                                              | 2018     | | Fotos hochladen                   |
| Wunsiedler Brunnenfest                                                                            | 2016     | auch im Bundesweiten Verzeichnis                                                                                   | Fotos hochladen                   |
| Zwiefacher                                                                                        | 2016     | auch im Bundesweiten Verzeichnis                                                                                   | Fotos hochladen                   |